# 546 a.C.
Séculos: (Século VII a.C. - Século VI a.C. - Século V a.C.)

## Nascimentos
- Cleômenes I, rei Ágida de Esparta, filho mais velho de Anaxândrides II. (m. 491 a.C.)

## Mortes
- Anaximandro de Mileto (c. 611 a.C. - c. 546 a.C.), filósofo pré-socrático.